# Кубок Татр
Кубок Татр ( (словац.) Tatranský pohár) — традиционный хоккейный турнир, проводящийся в Попраде (Словакия) с 1929 года. После Кубка Шпенглера это старейший европейский международный клубный турнир. В нём принимают участие ведущие словацкие и европейские хоккейные клубы и сборные.
Первый турнир состоялся в 1929 году в городе Стары Смоковец. Победителем стала «Славия» Прага, победившая в финале клуб из Будапешта 6:0.  Хотя 1930-е годы каждый год проводились сразу два турнира — отдельно международный и национальный, в период 1952—1968 годов из-за организационных проблем состоялись только два турнира, оба из которых выиграла «Спарта-Прага-Соколово». Турнир привлек внимание на Западе, и в 1969 в нем принял участие «Кёльн». Через год на турнире впервые выступил шведский клуб — Surahammars IF. Кроме того, принял участие в турнире «Риссерзее».
Строительство нового ледового дворца в городе Попрад в середине 1970-х улучшило условия для участия в турнире иностранных команд. В юбилейный год проведения турнира в 1979 в нем приняло участие «Динамо» (Вайсвассер) из ГДР.
Сегодня Кубок Татр проходит каждое лето на Зимнем стадионе Попрада в качестве предсезонного турнира, в котором участвуют в основном команды из Словакии.

## Победители Кубка Татр
- 1. 1929/30 «Славия» Прага
- 2. 1930/31 ЛТК Прага
- 3. 1931/32 ЛТК Прага
- 4. 1932/33 «Простеёв»
- 5. 1932/33 СК Братислава
- 6. 1933/34 «Славия» Прага
- 7. 1933/34 «Нитра»
- 8. 1934/35 «Энгельманн» Вена
- 9. 1934/35 СК «Высоке Татры»
- 10. 1935/36 «Татры»
- 11. 1936/37 «Татры»
- 12. 1937/38 «Татры»
- 13. 1938/39 «Татры»
- 14. 1939/40 «Татры»
- 15. 1940/41 «Славия» Прешов
- 16. 1941/42 «Татры»
- 17. 1942/43 «Татры»
- 18. 1945/46 «Простеёв»
- 19. 1946/47 «Татры»
- 20. 1949/50 ЛТК Прага
- 21. 1950/51 «Спарта-Прага-Соколово»
- 22. 1951/52 «Простеёв»
- 23. 1958/59 «Спарта-Прага-Соколово»
- 24. 1959/60 «Спарта-Прага-Соколово»
- 25. 1968/69 ВЖКГ Острава
- 26. 1969/70 Сборная Словакии
- 27. 1974 «Слован» Братислава
- 28. 1975 «Слован» Братислава
- 29. 1976 Сборная ЧССР
- 30. 1977 Сборная ЧССР
- 31. 1978 ВСЖ Кошице
- 32. 1979 ВСЖ Кошице
- 33. 1980 «Спарта» Прага
- 34. 1981 «Опава»
- 35. 1982 ВСЖ Кошице
- 36. 1983 «Динамо» Рига
- 37. 1984 «Тесла» Пардубице
- 38. 1985 «Дукла» Тренчин
- 39. 1986 ВСЖ Кошице
- 40. 1987 ВСЖ Кошице
- 41. 1988 ВСЖ Кошице
- 42. 1989 «Сокол» Киев
- 43. 1990 «Слован» Братислава
- 44. 1991 Сборная ЧСФР U20
- 45. 1992 «Кошице»
- 46. 1993 «Кошице»
- 47. 1994 Сборная Словакии U20
- 48. 1995 «Попрад»
- 49. 1996 «Дукла» Тренчин
- 50. 1997 «Слован» Братислава
- 51. 1998 «Слован» Братислава
- 52. 1999 Олимпийская сборная Словакии
- 53. 2000 «Попрад»
- 54. 2001 «Попрад»
- 55. 2002 «Витковице»
- 56. 2003 «Нефтехимик» Нижнекамск
- 57. 2004 Сборная Словакии U23
- 58. 2005 «Попрад»
- 59. 2006 «Витковице»
- 60. 2007 «Витковице»
- 61. 2008 «Кошице»
- 62. 2009 «Витковице»
- 63. 2010 Оцеларжи Тршинец
- 64. 2011 «Кёльнер Хайе»
- 65. 2012 «Попрад»
- 66. 2013 Грац Найнти Найнерс
- 67. 2014 «Попрад»
- 68. 2015 Грац Найнти Найнерс
- 69. 2016 «Пеликанс»[2]  (словац.)
- 70. 2017 «Кошице»[3]  (словац.)
- 71. 2018 «Попрад»
- 72. 2019 «Мишкольц»
- 73. 2020 «Попрад»

Между 1932 и 1935 отдельно проводились национальный и международный турниры.